# Delio Cantimori
Delio Cantimori (* 30. August 1904 in Russi; † 13. September 1966 in Florenz) war ein italienischer Historiker und Politiker.

## Leben
Delio Cantimori war das älteste der drei Kinder Carlo und Silvia Sintinis. Von 1919 bis 1922 besuchte er das Gymnasium und die erste Jahrgangsstufe des Liceo classico in Ravenna; das Abitur legte er 1924 am Gymnasium Giovan Battista Morgagni in Forlì ab. Im November desselben Jahres gewann er einen Wettbewerb innerhalb der Scuola Normale Superiore di Pisa, wo er sich in die Fakultät für Literatur und Philosophie einschrieb. Cantimori schloss dort dauerhafte Freundschaften mit Mitgliedern der Scuola Normale und Professoren wie Aldo Capitini, Umberto Segre und Giuseppe Saitta, seinem von Giovanni Gentile stark beeinflussten Philosophielehrer. Seinem katholischen Freund Michele Maccarone, den er in Forlì kennengelernt hatte, empfahl er, am Wettbewerb der Scuola Normale teilzunehmen: Maccarrone gewann diesen tatsächlich. Die Beziehung zwischen den beiden gestaltete sich in der Folgezeit wegen divergierender Idealvorstellungen jedoch schwierig.
Cantimori ging in diesen Jahren von dem ihm altvertrauten Mazzinianismus zu einem Faschismus republikanischer und antiklerikaler Prägung über, wie ihn die Monatszeitschrift Vita Nova vertrat, die von Saitta und Leandro Arpinati begründet worden war und an der er von 1927 bis 1932 mitarbeitete. Der korporative Faschismus erschien ihm als Synthese der beiden Extreme des Kommunismus und der Reaktion, und der autoritäre faschistische Staat, durch antikapitalistische Tendenzen als revolutionär betrachtet, war nach den Thesen Gentile, Gioacchino Volpes und Saittas die Krönung des italienischen Risorgimento.
Er schloss sein Studium am 21. Juni 1928 erfolgreich mit einer Arbeit über Ulrich von Hutten und das Verhältnis zwischen Renaissance und Reformation (Ulrico di Hutten e le relazioni tra Rinascimento e Riforma) ab, die er 1930 nach einigen Überarbeitungen unter dem Titel Ulrich von Hutten e i rapporti tra Rinascimento e Riforma veröffentlichte. Der Übergang zur Beschäftigung mit Themen der Renaissance hatte sich bereits 1927 mit dem Aufsatz Il caso Boscoli e la vita del Rinascimento („Der Fall Boscoli und das Leben der Renaissance“) abgezeichnet, der im Giornale critico della filosofia italiana veröffentlicht worden war. In denselben Kontext gehören Cantimoris Schriften Osservazioni sui concetti di cultura e di storia della cultura („Beobachtungen zu Konzepten der Kultur und Kulturgeschichte“) (1928), Bernardino Ochino, uomo del Rinascimento e riformatore („Bernardo Ochino, Mensch der Renaissance und Reformator“) (1929) und Sulla storia del concetto di Rinascimento („Über die Geschichte des Konzepts der Renaissance“) (1932).
1929 wurde er Lehrer am Liceo classico Dettòri in Cagliari, wo der zukünftige Romancier Giuseppe Dessi zu seinen Schülern zählte. 1931 schloss er ein zweites Studium der Germanistik an der Universität Pisa ab und wurde Lehrer am Liceo classico Ugo Foscolo in Pavia.  Nach Erhalt eines Stipendiums zog er nach Basel um, um an der dortigen Universität Theologie zu studieren, wo er unter anderem den protestantischen Theologen Karl Barth kennenlernte. Im Juli 1932 kehrte er nach Italien zurück und dank eines weiteren Stipendiums reiste er ein Jahr lang in der Schweiz, in Österreich, in Deutschland, in Polen und in England, wo er viel Material für ein Forschungsprojekt über die Häretiker im Italien des 16. Jahrhunderts sammelte. 1934 bot ihm Giovanni Gentile eine Stelle als wissenschaftlicher Mitarbeiter am Istituto Italiano di Studi Germanici in Rom an, wo er als Redakteur der Institutszeitschrift und Direktor der Bibliothek arbeitete. 1936 veröffentlichte er für den Verlag Sansoni unter dem Titel „Principi politici del nazionalsocialismo“ eine Reihe von Schriften Carl Schmitts, denen er eine eigene Einleitung voranstellte. 1939 erhielt er einen Ruf für den Lehrstuhl der Storia Moderna an der Universität Messina; 1940 kehrte er auf Geheiß Gentiles an die Scuola Normale zurück.
Gegen Ende der 30er-Jahre näherte sich Cantimori der Kommunistischen Partei an, auch durch den Einfluss seiner Frau Emma Mezzomonti, die aktive Kommunistin war. 1940 arbeitete er am Dizionario di politica des Partito Nazionale Fascista mit.
Nach einer Unterbrechung seiner Lehrtätigkeit während der Republik von Salò nahm er seine Arbeit an der Scuola Normale 1944 wieder auf, als Luigi Rosso zum Direktor der Hochschule ernannt wurde. 1948 wurde er Mitglied der Kommunistischen Partei, aus der er nach der Niederschlagung des Ungarnaufstands 1956 wieder austrat. In dieser Zeit war er editorischer Berater im Verlag Einaudi, schrieb für die Zeitschriften Il Politecnico und Società. 1951 und 1952 übersetzte er gemeinsam mit seiner Ehefrau das Erste Buch von Karl Marx’ Das Kapital. Nach dem Austritt aus der Kommunistischen Partei verlagerte sich sein Interessenschwerpunkt von der politischen Gegenwart wieder zurück auf das 16. Jahrhundert.
Delio Cantimori starb am 13. September 1966, als er von der Treppe seiner Bibliothek fiel.

## Bibliothek und persönliches Archiv
Das persönliche Archiv Cantimoris enthält seine Papiere, Akten, persönliche Dokumente, Manuskripte, vorbereitendes Material, Konferenztexte, Vorlesungen, Reden, und ist in der Scuola Normale Superiore im Fondo Cantimori einsehbar. Die alten, seltenen Bücher und Manuskripte, die Cantimoris Bibliothek enthielt, befinden sich heute im Palazzo del Capitano, während sich das moderne Material aus seiner Bibliothek in der modernen Bibliothek der Hochschule befindet und im Online-Katalog einsehbar ist.

## Die historiographische Debatte um Cantimori
Im allgemeineren Kontext der wissenschaftshistorischen Beschäftigung mit dem Übergang italienischer Intellektueller vom Faschismus zum Kommunismus nach dem Fall des Regimes haben sich nach 2000 einige Historiker, insbesondere Eugenio di Rienzo, Paolo Simoncelli und Nicola D’Elia mit der Persönlichkeit Cantimoris auseinandergesetzt. Bereits 1935 sprach Benedetto Croce, der nicht verstand, „was das politische Bekenntnis Cantimoris“ war, von der „Verwirrung und Widersprüchlichkeit seiner geistigen und moralischen Haltungen“.
Adriano Prosperi, ein Schüler Cantimoris, hat seinen ehemaligen Lehrer stets energisch verteidigt und dessen Charakterisierung als „nationalbolschewistisch“ zurückgewiesen; mehrere Forscher (Eugenio Di Rienzo, Ernesto Galli della Loggia, Giuseppe Bedeschi, Pietro Citati, Piero Craveri) beschuldigte er, in Cantimori „die ‚Fehler‘ des Italiens des 20. Jahrhunderts, gleich zwischen den beiden Molochs, dem Faschismus und Kommunismus aufgeteilt“ zu verurteilen und ihn zum „Sündenbock aller Übel der italienischen Vergangenheit“ zu machen. Di Rienzo warf ihm im Gegenzug „politische Nutzmachung der Historie“ vor und die Tendenz, apriorisch Cantimori als eine „liberaldemokratische, fortschrittliche“ Figur zu glorifizieren.